# Na kneipě (Jizerské hory)
Na kneipě (německy Kneipe) je lidové označení pro bezejmenný vrchol nacházející se ve stejnojmenné přírodní památce v pohoří Jizerské hory. Je to velmi nenápadný a nevýrazný vrchol, vystupující z jižního svahu Smědavské hory (1084 m) a z jejích vrcholových rašelinišť odtékají vody do čtyř stran a dvou moří (Severní, Baltské). Spolu s rašeliništěm na Quarre se jedná o jediné vrcholové rašeliniště v Jizerských horách. Uprostřed vrchoviště leží několik žulových balvanů a hojně se zde vyskytuje klečový porost. Na mnohých mapách je mylně uváděn název Na kneipě i pro blízkou oblast Velké klečové louky. Jméno Kneipe dala vrcholu bývalá dřevorubecká chata postavená na vrcholu.

## Přístup
Přímo na samotný vrchol nevede turisticky značená cesta. Ta prochází asi 40 m západně od vrcholu v podobě Kristiánovské modře značené cesty spojující Novou Louku a Josefův důl. Z Josefova dolu též vede červeně značená turistická evropská dálková trasa, která vede jižním a východním úbočím a pokračuje na Smědavu a je pojmenována jako Hřebenovka, Stezka kancléře P. Šámala.

## Gackův pomník
Jižně od turistického rozcestníku Na Čihadle na východním úbočí při modře značené turistické trase stojí Gackův pomník. Připomíná vraždu vrchního inženýra Viktora Gacka z Králova Dvoru u Berouna v roce 1927.

## Ochrana přírody
V roce 1960 bylo vyhlášeno v Jizerských horách prvních 19 přírodních rezervací. Na kneipě byla zatím bez jména zařazena do lokality Klečové louky. Plocha tehdejší rezervace byla 0,44 ha. V roce 1965 byla rezervace Klečové louky zmenšena a z Kneipe se stala samostatná rezervace Na kneipě. Rok 1992 přinesl změnu v kategorizaci maloplošných chráněných území, a tak se státní přírodní rezervace stala přírodní památkou. Ta zahrnuje samotný vrchol a vrcholové rašeliniště.